# Karel Pavelka
Karel Pavelka (* 23. dubna 1954, Praha) je český revmatolog, ředitel Revmatologického ústavu v Praze, přednosta Kliniky revmatologie 1. lékařské fakulty UK, člen řady vědeckých rad a člen České lékařské akademie.

## Životopis
Pochází z lékařské rodiny, děd byl praktický lékař, otec také revmatolog. Po maturitě na Gymnáziu Ohradní vystudoval 1. lékařskou fakultu UK. Studia všeobecného lékařství ukončil v roce 1980 promocí. Od roku 1991 působí jako ředitel Revmatologického ústavu v Praze a je členem vědeckých rad České lékařské komory a 1. lékařské fakulty UK. V roce 2003 získal Cenu rektora Univerzity Karlovy v Praze za klinickou revmatologii.
Ze dvou manželství má pět synů.

## Členství v odborných společnostech
(dle stránek Revmatologického ústavu)
- Předseda České revmatologické společnosti (dříve Československé revmatologické společnosti) (2001-2009)
- Vědecký sekretář ČRS (2009-dosud)
- Generální sekretář Evropské ligy proti revmatizmu (od 1999 – 2003)
- Čestný člen New York Academy of Sciences (1997)
- Čestný člen Ruské revmatologické společnosti (1998)
- Čestný člen Slovenské revmatologické společnosti (1999)
- Čestný člen Polské revmatologické společnosti (2002)
- Čestný člen České revmatologické společnosti (2000)
- Čestný člen České lékařské společnosti JEP (2001)
- Koordinátor za Českou republiku světového projektu „Dekáda kostí a kloubů 2000-2010“
- Prezident EULAR kongresu 2001, Praha

## Ocenění
(dle stránek Revmatologického ústavu)
- 1994 Cena České revmatologické společnosti za nejlepší publikaci
- 2003 Cena České revmatologické společnosti za nejlepší publikaci
- 2003 Cena rektora Univerzity Karlovy v Praze za knihu „Klinická revmatologie“ (Pavelka K., Rovenský J., a spol., Galén)
- 2004 Cena předsednictva České lékařské společnosti JEP za knihu „Klinická revmatologie“
- 2004 Bronzová medaile Slovenské lékařské společnosti
- 2011 Stříbrná medaile Slovenské lékařské společnosti
- 2012 Cena předsednictva České lékařské společnosti JEP za knihu „Revmatologie“ (Pavelka K., Vencovský J., Mann H., Šenolt L., Štěpán J. a spol., Maxdorf)
- 2013 Zlatá medaile Slovenské lékařské společnosti